# آساوو-زوبوو
آساوو-زوبوو (انگلیسی: Asavo-Zubovo) یک شهرک در شهرستان استرلیتاماکسکی استان باشقیرستان کشور روسیه است.